# Olophontosia hadromeres
Olophontosia hadromeres är en fjärilsart som beskrevs av Turner 1922. Olophontosia hadromeres ingår i släktet Olophontosia och familjen tandspinnare. Inga underarter finns listade i Catalogue of Life.